# Hidrogen sòlid
L'hidrogen sòlid s'obté a temperatures inferiors al punt de fusió de l'hidrogen, 14.01 K (-259.14 °C). James Dewar va ser el primer a produir-lo, el 1899. En l'actualitat, s'investiga en les possibilitats d'utilitzar el
hidrogen sòlid com a possible combustible per a automòbils, ja que el seu emmagatzematge és més segur que en forma líquida.